# Medový Újezd
Medový Újezd – gmina w Czechach, w powiecie Rokycany, w kraju pilzneńskim. Według danych z dnia 1 stycznia 2014 liczyła 232 mieszkańców.